# Fulvio Lucisano
Fulvio Lucisano, né le 1er août 1928 à Rome, est un producteur de cinéma, un producteur de télévision ainsi qu'un homme d'affaires italien.
Il a fondé la société de production cinématographique Italian International Film (it) et le Lucisano Media Group (it).

## Biographie
Après avoir obtenu un diplôme en droit à l'université La Sapienza de Rome en 1954, sa première expérience dans le monde du cinéma a lieu en 1949, lorsqu'il participe au tournage de Anno Santo, un documentaire sur le jubilé de 1950. L'année suivante, il commence à collaborer avec l'Istituto Luce pour la réalisation de films d'actualité destinés à l'Amérique latine. Parallèlement, Lucisano se spécialise dans la réalisation de films documentaires, produisant plus de 300 œuvres à titre personnel ou pour la société de production Documento Film.
En 1955, Fulvio Lucisano produit son premier film I quattro del getto tonante (it). En 1958, Lucisano a fondé sa propre société de production intitulée Italian International Film (it) (IIF), dont il est toujours le président. Grâce à l'IIF, Lucisano a produit plus de cent trente films, dont Mais... qu'avez vous fait à Solange ? (1972), Tre tigri contro tre tigri (1977), Une langouste au petit-déjeuner (1979), Il ras del quartiere (it) (1983), Un enfant de Calabre (1987), La Grande Citrouille (1993), L'anno prossimo vado a letto alle dieci (it) (1995), Ninfa plebea (1996), Fantozzi - Il ritorno (1996), La mia vita a stelle e strisce (it) (2003), Notte prima degli esami (2006), Béton armé (2007) et Ex (2009).
Depuis 2004, l'IIF participe également à des productions télévisées. Depuis les années 1990, elle a créé, avec Aurelio De Laurentiis, une série de multiplexes dans la ville de Rome. Il a été président de l'Associazione nazionale industrie cinematografiche audiovisive e digitali de 1998 à 2001.
En 2005, une rétrospective (« Hommage à Fulvio Lucisano ») lui est consacrée lors de la 62e Mostra de Venise. En octobre 2007, le président de la République italienne Giorgio Napolitano a décerné à Fulvio Lucisano l'Ordre du Mérite du travail. En 2009, il a reçu un David di Donatello pour ses 50 ans de carrière.
En 2018, à l'occasion de son 90e anniversaire, Laura Delli Colli raconte son histoire humaine et professionnelle dans le livre Fulvio Lucisano, sotto il segno del cinema (Edizioni Sabinae, 2018).

## Filmographie

### Cinéma
- 1954 : Ai margini della città, documentaire (11') de Giorgio Ferroni
- 1955 : I quattro del getto tonante (it) de Fernando Cerchio
- 1959 : La luce sul monte de Mario Costa et Rinaldo Dal Fabbro
- 1960 : Heaven on earth de Robert B. Spafford
- 1962 : La Dernière Attaque (La guerra continua) de Leopoldo Savona
- 1963 : Furia du désir (it) (Sexy magico) de Luigi Scattini et Mino Loy
- 1966 : Deux bidasses et le général (Due marines e un generale) de Luigi Scattini
- 1965 : Berlin, opération Laser (Berlino: appuntamento per le spie) de Vittorio Sala
- 1965 : La Planète des vampires (Terrore nello spazio) de Mario Bava
- 1966 : L'Espion qui venait du surgelé (Le spie vengono dal semifreddo) de Mario Bava
- 1967 : Un sphinx tout en or (it) (La sfinge d'oro) de Luigi Scattini
- 1972 : Mais... qu'avez vous fait à Solange ? (Cosa avete fatto a Solange?) de Massimo Dallamano
- 1975 : Vertiges (Per le antiche scale) de Mauro Bolognini
- 1975 : Il fidanzamento (it) de Giovanni Grimaldi
- 1977 : Tre tigri contro tre tigri de Sergio Corbucci et Steno
- 1978 : Io tigro, tu tigri, egli tigra (it) de Renato Pozzetto et Giorgio Capitani
- 1978 : L'imbranato (it) de Pier Francesco Pingitore
- 1979 : Une langouste au petit-déjeuner (Aragosta a colazione) de Giorgio Capitani
- 1981 : Ricomincio da tre de Massimo Troisi
- 1983 : Il ras del quartiere (it) de Carlo Vanzina
- 1983 : Il tassinaro d'Alberto Sordi
- 1984 : Uno scandalo perbene de Pasquale Festa Campanile
- 1986 : Camorra  (Un complicato intrigo di donne, vicoli e delitti) de Lina Wertmüller
- 1986 : L'Enquête (L'inchiesta) de Damiano Damiani
- 1987 : La Nuit des requins (La notte degli squali) de Tonino Ricci
- 1987 : Un enfant de Calabre (Un ragazzo di Calabria) de Luigi Comencini
- 1988 : Les Deux Fanfarons (Una botta di vita) d'Enrico Oldoini
- 1993 : La Grande Citrouille (Il grande cocomero) de Francesca Archibugi
- 1993 : Journal d'un vice (Diario di un vizio) de Marco Ferreri
- 1995 : L'anno prossimo vado a letto alle dieci (it) d'Angelo Orlando
- 1996 : Fantozzi - Il ritorno de Neri Parenti
- 1996 : Ninfa plebea de Lina Wertmüller
- 1999 : Fantozzi 2000 – La clonazione de Domenico Saverni (it)
- 2003 : La mia vita a stelle e strisce (it) de Massimo Ceccherini
- 2006 : Notte prima degli esami de Fausto Brizzi
- 2007 : Notte prima degli esami - Oggi (it) de Fausto Brizzi
- 2007 : Béton armé (Cemento armato) de Marco Martani
- 2008 : Questa notte è ancora nostra (it) de Paolo Genovese et Luca Miniero
- 2009 : Ex de Fausto Brizzi
- 2010 : Garçons contre filles (Maschi contro femmine) de Fausto Brizzi
- 2011 : Femmine contro maschi (it) de Fausto Brizzi
- 2011 : Nessuno mi puo giudicare de Massimiliano Bruno
- 2011 : Ex - Amici come prima! (it) de Carlo Vanzina
- 2012 : Viva l'Italia de Massimiliano Bruno
- 2013 : Mai Stati Uniti (it) de Carlo Vanzina
- 2013 : Buongiorno papà (it) d'Edoardo Leo
- 2013 : Alberto il grande (it), documentaire de Carlo et Luca Verdone
- 2019 : Aspromonte - La terra degli ultimi (it) de Mimmo Calopresti
- 2019 : Non ci resta che il crimine (it) de Massimiliano Bruno
- 2020 : 7 ore per farti innamorare (it) de Giampaolo Morelli
- 2021 : Lasciarsi un giorno a Roma (it) d'Edoardo Leo
- 2022 : Power of Rome de Giovanni Troilo
- 2022 : La cena perfetta (it) de Davide Minnella (it)

### Télévision
- 2002 : Une vie de chien de Tiziana Aristarco (it)
- 2016 : Il sistema (it) de Carmine Elia (it)
- 2019 : Liberi tutti (it), feuilleton de Giacomo Ciarrapico (it) et Luca Vendruscolo (it)
- 2021 : Ritorno al crimine de Massimiliano Bruno
- 2021 : Mina Settembre (it), feuilleton de Tiziana Aristarco (it)
- 2021 : Ai confini del male (it) de Vincenzo Alfieri (it)
- 2021 : Guide astrologique des cœurs brisés (Guida astrologica per cuori infranti), série de Bindu De Stoppani et Michela Andreozzi (it)